# Tu mówi Denise
Tu mówi Denise (ang. Denise Calls Up) – amerykańska komedia filmowa z 1995 roku w reżyserii Hala Salwena.

## Obsada
- Liev Schreiber jako Jerry Heckerman
- Jean-Claude La Marre jako Dalton Philips
- Tim Daly jako Frank Oliver
- Aida Turturro jako Linda
- Alanna Ubach jako Denise Devaro
- Dana Wheeler-Nicholson jako Gail Donelly
- Sylvia Miles jako Sharon, ciotka Gail
- Caroleen Feeney jako Barbara Gorton
- Dan Gunther jako Martin Weiner
- Hal Salwen jako Jerry

## Nagrody
| Festiwal                | Nagroda                              | Rok  | Wynik     |
| ----------------------- | ------------------------------------ | ---- | --------- |
| 48. MFF w Cannes        | Złota Kamera - Wyróżnienie Specjalne | 1955 | Wygrana   |
| Deauville Film Festival | Nagroda Specjalna Jury               | 1955 | Wygrana   |
| Deauville Film Festival | Grand Prix                           | 1955 | Nominacja |
| Fantasporto             | Nagroda Publiczności                 | 1955 | Wygrana   |
| Fantasporto             | Nagroda Dziennikarzy                 | 1955 | Wygrana   |
| MFF w São Paulo         | Nagroda Specjalna Jury               | 1955 | Wygrana   |
| MFF w Valladolid        | Złoty Kłos                           | 1955 | Nominacja |